# Заухтомье
 Заухтомье — деревня в Котласском районе Архангельской области России. Входит в состав Черёмушского сельского поселения.

## География
Рядом с деревне протекает речка Ухтомка.Близлежащие деревни: Бурмасово, Медведки.

## Население
| 2002 | 2010 | 2012 |
| ---- | ---- | ---- |
| 0    | →0   | →0   |

## Прочее
Отдалённость деревни от центральной дороги сохранила прежний облик деревни, что был ещё в дореволюционной России.